# Olio di gusci di anacardo

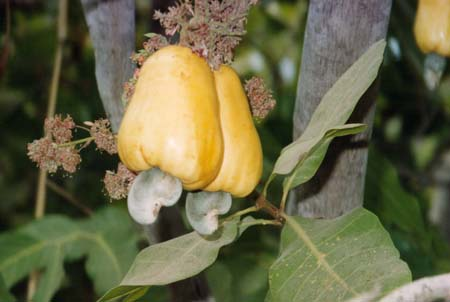
Frutti di Anacardium occidentale, pronti al raccolto (le due noci reniformi al di sotto del falso frutto carnoso giallo)

L'olio di guscio di anacardo (in inglese cashew nutshell liquid, CNSL) è una resina naturale che riempie gli spazi interstiziali della struttura a nido d'ape del guscio di anacardo.
Questo materiale, inizialmente prodotto di scarto della lavorazione alimentare, peraltro dal difficile smaltimento a causa della causticità, si è trasformato col tempo in una vera e propria materia prima secondaria rinnovabile, grazie al crescente interesse scientifico e tecnologico incentrato sulle applicazioni che offre nel campo della chimica fine e della tecnologia dei materiali.

## Composizione

Struttura generale degli acidi anacardici. R è una catena laterale di alcani, di lunghezza variabile, che può essere satura o insatura

La resina è costituita per 80-85% di acidi anacardici (acido o-pentadeca dienilsalicilico) e per la restante frazione di cardolo e metilcardolo. Tali percentuali variano dopo la tostatura a cui sono sottoposti i frutti per uso alimentare (con parziale decarbossilazione dell'acido anacardico) e in seguito alla purificazione chimica per distillazione: il prodotto che si ottiene, con rese fino al 70-80% è detto cardanolo tecnico; nella sua composizione entra il cardanolo, fino al 90%, con il cardolo e il metilcardolo per la restante frazione.
Tutte le tre sostanze sono caustiche, in maniera simile agli oli del sommacco velenoso, e possono esporre a rischi gli operatori addetti a sgusciare il frutto con tecniche di lavorazione manuale, qualora la pelle dovesse venirvi accidentalmente in contatto. Questa caratteristica dell'olio, e dei resti dei gusci che ne erano intrisi, ne faceva un materiale di scarto di problematico smaltimento: negli anni,  tuttavia, si è trasformato in una vera e propria materia prima secondaria rinnovabile, grazie al crescente impiego del CSNL in applicazioni di chimica fine e di tecnologia dei materiali.

## Produzione e utilizzo

Struttura generale del cardanolo

### Produzione
Nell'industria alimentare è considerato un sottoprodotto di scarto, che per la sua causticità richiede particolari precauzioni, e il cui problematico smaltimento è causa potenziale di inquinamento.
I problemi nello smaltimento sono accresciuti dall'incidenza del sottoprodotto sull'intero volume: l'olio rappresenta infatti una frazione pari al 25% del peso dell'intera noce (che si aggira sui 5-6 grammi). Se impiegato diversamente, esso diventa però una materia prima secondaria a basso costo e ad alta disponibilità: l'olio conosce infatti diversi utilizzi nello sviluppo di farmaci, antiossidanti, fungicidi, ecc. 

#### Potenzialità produttive
Riguardo ai volumi produttivi, si può effettuare una stima percentuale sulla base dei livelli di produzione dell'anacardio: sulla base dei dati FAO, la produzione di anacardio è stata di 1.189.000 di tonnellate nel 2002 e 1.260.000 tonnellate nel 2005, con una chiara tendenza alla crescita (erano 125.000 t nel 1955, e 1.000.000 t nel 1995) dovuta non solo all'utilità alimentare e all'azione anti-erosiva della pianta, ma proprio alla crescente domanda di olio estratto dal guscio.
Sulla base di tali livelli quantitativi, la produzione mondiale di questo scarto è stimata aggirarsi su livelli notevoli, prossimi alle 300.000 tonnellate per anno

### Impiego in medicina
Trova anche impiego nella medicina popolare tropicale, e come trattamento anti-termiti del legno.
Sono oggetto di studio le potenziali proprietà antibatteriche dell'olio di guscio di anacardio: uno studio ha mostrato la capacità di inibire lo sviluppo del biofilm prodotto dai batteri gram + e gram -.
È stata anche evidenziata un'attività farmacologica in grado di controllare l'Aedes aegypti, vettore degli agenti virali della malattia di Dengue, della chikungunya, della febbre gialla e di altre malattie.

### Impiego nell'industria chimica
L'olio di guscio di anacardo è di interesse nell'industria chimica, per la produzione di derivati alchilfenolici.

#### Cardanolo
Dalla purificazione dell'olio per distillazione, si ottiene infatti quello che ne costituisce la componente principale (80-85%), l'acido anacardico, usato per la produzione del cardanolo, un fenolo legato a una lunga catena carboniosa insatura. Proprio nella presenza dei doppi legami della catena, difficile da ottenere per sintesi, risiede il pregio industriale di questa materia prima.
Il cardanolo trova crescenti impieghi nella fabbricazione di resine, di rivestimenti superficiali e di materiali d'attrito.

## Olio di anacardo
L'olio ottenuto dal guscio non va confuso con l'olio di anacardo (olio di acajou), ottenuto, invece, non dal guscio ma dal gheriglio contenuto nell'achenio di anacardio: si tratta di un olio commestibile e di uso alimentare, in cui si rinviene il 55% di olio di mandorle di anacardio (simile per aspetto e sapore all'olio di mandorla), il 18% di proteine e un 25% di glucidi.